# VeriChip
VeriChip è l'unico chip RFID approvato dalla Food and Drug Administration che può essere impiantato sulle persone. Commercializzato dalla PositiveID (ex VeriChip corporation) sussidiaria della Digital Angel Inc., ha ottenuto l'approvazione della FDA nel 2004. 
Della dimensione di una monetina di 10 centesimi, viene normalmente impiantato nell'area tra spalla e gomito in anestesia locale. Scandendolo alla giusta frequenza, il dispositivo fornisce un ID di 16 cifre che può essere collegato a un database esterno contenente l'identità del soggetto, la cartella clinica e altre informazioni. Essendo il dispositivo progettato per la lettura da parte di terzi, il suo utilizzo ha fatto nascere controversie da cui sono scaturiti diversi dibattiti.
La tecnologia utilizzata è stata inizialmente sviluppata da Destron Fearing, una sussidiaria della Digital Angel Inc., per conto della VeriChip.
All'inizio del 2007, la VeriChip Corporation ha creato la Xmark, branca aziendale dedicata all'assistenza sanitaria. La Xmark è il detentore dei diritti intellettuali di dispositivi come Hugs, Halo, dedicati alla protezione degli infanti, o come RoamAlert e MyCall per le chiamate di emergenza, e Assetrac.
Possibili applicazioni del Verichip riguardano il controllo di detenuti in libertà vigilata, pazienti psichiatrici, immigrati clandestini, cittadini senza fissa dimora.

## Controversie

### Privacy
I sostenitori della privacy hanno contestato il VeriChip, avvisando il potenziale abuso che ne può essere fatto, definendo questo tipo di chip RFID come spychip, e contestando l'uso di questi dispositivi da parte dello stato perché susscettibili di portare a una limitazione delle libertà civili. Essendo leggibile da chiunque possieda un lettore di chip RFID, l'utilizzo di questo dispositivo faciliterebbe il furto di informazioni personali.

### Sicurezza
I dati contenuti nel dispositivo non sono criptati e VeriChip non ha la funzionalità di autorizzazione selettiva del lettore. Essendo un chip RFID passivo chiunque abbastanza vicino può leggerlo con l'ausilio di appositi dispositivi. Questo difetto può essere parzialmente risolto inserendo il dispositivo, ad esempio, nel cinturino dell'orologio che può essere rimosso a piacere.
Il database a cui è associato il dispositivo contiene, inizialmente, solo informazioni mediche, e in nessun caso sono disponibili informazioni finanziarie, o di previdenza sociale. Le informazioni contenute nel database sono redatte direttamente dall'utilizzatore.
È tecnicamente impossibile ricavare informazioni dettagliate su un soggetto su cui è impiantato il VeriChip, dato che quest'ultimo contiene solo un identificativo. L'accesso al database inoltre è garantito solo a strutture mediche autorizzate e ogni accesso viene registrato.
Nel 2006 è stato clonato un chip impiantato; sul web sono presenti le istruzioni per la clonazione, che risulta talmente facile da sconsigliare l'utilizzo del chip, dal momento chiunque potrebbe appropriarsi dell'identificativo altrui.
Secondo un articolo pubblicato della BBC del 2004 il chip è già utilizzato presso il Baja Bach Club di Barcellona anche per effettuare transazioni commerciali al fine di pagare il proprio conto bevande all'interno dello stesso Club.

### Rischi per la salute
Secondo Wired News online, e la Associated Press, sono state effettuate ricerche nei precedenti 10 anni che hanno mostrato una possibile connessione tra i chip e il cancro. I topi e i ratti a cui sono stati impiantati chip incapsulati nel vetro, come quelli prodotti dalla VeriChip, hanno sviluppato cancri maligni (a crescita rapida e letali) con una percentuale che va dal 1% al 10% dei casi. Nei ratti, la media percentuale si aggira attorno al 1% mentre nei topi-p53-deficienti, la percentuale raggiungeva il 10%.

### Implicazioni religiose
Alcuni componenti della comunità Cristiana si sono opposti all'utilizzo del chip facendo riferimento alla profezia Biblica (Apocalisse di Giovanni) che descrive un tempo in cui tutte le persone saranno indotte, con seducenti argomentazioni, a ricevere il 'Marchio della Bestia' sulla loro mano destra o sulla loro fronte, proprio nelle sedi in cui si è dimostrato più facile l'impianto e l'utilizzo dei chip.
Esistono alcune religioni e sette religiose che aborrono gli atti invasivi del corpo umano, come la chirurgia o l'impianto di dispositivi.

## Concorrenza
Alcuni concorrenti dei dispositivi VeriChip sono Smart Tokens by Datakey Inc. e micoID(TM) by MicroChip Inc.